# 德國國防軍陸軍第553擲彈兵師
德國國防軍陸軍第553擲彈兵師（德語：553. Grenadier-Division）是納粹德國國防軍陸軍的一個步兵師。該師於1944年7月組建。
該師組建後，一直在西線作戰。 
該師最後於1944年10月在南锡被殲，不久重建，並改編為第553國民擲彈兵師。

## 註腳
1. ↑  Mitcham（2007年）